# Большое Приютное
Большое Приютное — село в Петуховском районе Курганской области России. Центр Приютинского сельсовета.

## История
До 1812 года территория, на которой сейчас располагается Большое Приютное, была взята в аренду коммерции советником Дмитрием Курбановым. После его смерти эта земля была невостребованной более 10 лет. Данный участок земли назывался Грековскоим урочищем.
В 1824 году Игнат Боев из деревни Курской Старооскольского уезда Курской губернии подал прошение о позволении ему поискать в Омской области свободной земли для поселения 19 семей однодворцев из Катовской волости Старооскольского уезда. В ходе поисков подал прошение о выделении земли Грековского урочища.
В 1825 году земля Грековского урочища была исключена из оклада и предоставлена группе переселенцев.
В 1826 году на месте Грековского урочища группой однодворцев из Катовской волости Старооскольского уезда Курской губернии была основана деревня Приютная.
В 1827 году прибыла ещё одна группа однодворцев из Нижнедевицкого уезда Воронежской губернии, обосновавшаяся на удалении от исходной деревни. Население увеличилось примерно в 2 раза. Приютная разделилась на две части.
В 1830 году около 20 семей мигрировало из Приютной в Бузулукский уезд Оренбургской губернии.
В 1845 году около 10 семей мигрировало из Приютной в Тюкалинский уезд Тобольской губернии.
В 1894 году Приютинское сельское общество разделилось на два: Больше-Приютинское и Мало-Приютинское. Часть деревни Приютной, основанная переселенцами из Курской губернии стала называться Больше-Приютной, вторая часть, основанная переселенцами из Воронежской губернии — Мало-Приютной.
В 1904 году в деревне Больше-Приютной была построена церковь во имя Святого Иоанна Предтечи. Деревня получила статус села.
В 1909 году село входило в состав Теплодубровской волости Ишимского уезда Тобольской губернии Российской империи.
В 1919 году в Теплодубровской волости Ишимского уезда образован Большеприютинский сельсовет.
14 июня 1954 года Большеприютинский и Малоприютинский сельсоветы объединены в один Приютинский сельсовет с административным центром в селе Большое Приютное.

## Население
| 1834 | 1850 | 1926  | 1989 | 2002 | 2010 |
| ---- | ---- | ----- | ---- | ---- | ---- |
| 539  | ↗578 | ↗1150 | ↘522 | ↘404 | ↘331 |

На 1909 год в селе Больше-Приютное проживало 1007 человек.
На 1926 год — 1150 человек, из них русские — 1134 человек, киргизы — 16 человек.